# Suburban Records
Suburban Records ist ein niederländisches Plattenlabel, das sich auf verschiedene Rockgenres, insbesondere aus dem Independentbereich, spezialisiert hat. Es wurde im Jahr 1999 von Ronald Draaijer gegründet und hat seinen Sitz in Haarlem. Suburban Records ist Teil der Suburban Marketing & Distribution.

## Künstler (Auswahl)
- Peter Pan Speedrock
- Gingerpig
- Shaking Godspeed
- Paceshifters
- The Ettes
- El Guapo Stuntteam
- Asylum On The Hill
- Kingfisher Sky
- The View
- Keith Caputo
- Exile Parade
- Hermano
- Repomen
- Hydromatics
- Cooper
- Incense
- Miss Moses
- Pale
- Birth of Joy